# Бой у мыса Бон
Бой у мыса Бон (англ. Battle of Cape Bon) — сражение итальянских лёгких крейсеров «Альберико да Барбиано» и «Альберто да Джуссано» с флотилией в составе трёх английских эсминцев («Легион», «Маори», «Сикх») и одного голландского («Исаак Свеер»). 
Контроль над Средиземным морем оспаривался между Италией и Великобританией при поддержке других военно-морских сил союзников, поскольку он имел стратегическое значение как для немецких, так и для итальянских войск для снабжения войск в Северной Африке, а также для союзников в сохранении Мальты в качестве британской базы. Без него британцы не смогли бы перехватывать итальянские конвои и тем самым прекращать поставки силам Оси. Иногда потребности были настолько велики, что обе стороны использовали в качестве транспорта военные корабли
Итальянские крейсера следовали в Северную Африку, в Триполи, с ценным грузом авиационного топлива (2000 т) на борту. Пространство на крейсерах было ограничено, что вынуждало экипаж размещать бочки и канистры на палубах кораблей. Англичане, используя информацию «Ультры», приказали эсминцам перехватить итальянские крейсера. 13 декабря в 3:25 соперники встретились. Прибыв в темноте с востока и воспользовавшись радаром, союзники удивили итальянцев, выпустив торпеды, а затем открыв артиллерийский огонь с небольшой дистанции. В ходе скоротечного, пятиминутного, ночного боя британские эсминцы торпедировали оба крейсера, на палубах которых вспыхнули бочки с бензином и возникли сильные пожары. Итальянские корабли вскоре затонули. Погиб и командующий итальянским соединением вице-адмирал Антонио Тоскано.